# Kobeliarovo
Kobeliarovo (in ungherese Kisfeketepatak, in tedesco Schwarzen-Seifen o Schwarzseifen) è un comune della Slovacchia facente parte del distretto di Rožňava, nella regione di Košice.